# Enypniastes
Enypniastes es un género de pepino de mar de aguas profundas. Es un género monotípico, representado por la única especie Enypniastes eximia. 

## Etimología
Enypniastes proviene del griego koiné ἐνυπνιαστής, que italianizado es enupniastḗs. Significa soñador. 

## Descripción
Enypniastes ha desarrollado estructuras similares a aletas de natación palmeadas en la parte delantera y trasera de sus cuerpos, que les permiten nadar desde la superficie del fondo marino y viajar hasta 1000 m (3.300 pies) hacia la columna de agua. Se cree que esto ayuda a los animales a desplazarse a nuevas zonas de alimentación y a evitar depredadores.
El pepino de mar mide entre 11 a 25 centímetros (4,3 a 9,8 plg). Su característica más distintiva es su coloración, que depende de su tamaño: los enypniastes pequeños son de un rosa brillante, mientras que los más grandes son de un marrón rojizo. Además, son semitransparentes y su intestino se puede ver a través del cuerpo, especialmente después de alimentarse. Los enypniastes tienen un cuerpo redondo y bulboso, tentáculos bifurcados y una gran vela anterior. También pueden ser bioluminiscentes.

## Distribución y hábitat
Enypniastes se encuentran principalmente en la zona bentónica del océano. Se encuentran en todo el mundo, en diversas regiones. Pasan la mayor parte del tiempo en la columna de agua, tocando el fondo marino solo para alimentarse.

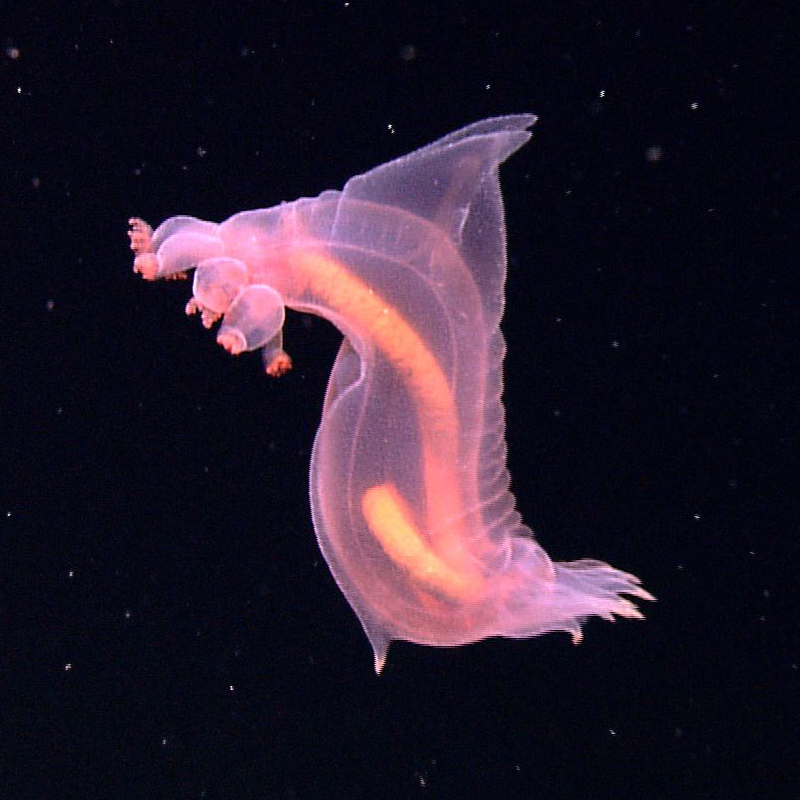
Enypniastes sp. mostrando bioluminiscencia a una profundidad de 3200 metros.

El primer avistamiento en las aguas del océano austral ocurrió en octubre de 2018, cuando un equipo del Departamento de Medio Ambiente y Energía de Australia captó una imagen de E. eximia con una cámara que había sido desplegada en mares cercanos a la Antártida Oriental.

## Alimentación
Se alimenta principalmente de sedimentos bentónicos. Se alimentan introduciendo el alimento en la boca con sus tentáculos. Se alimentan muy rápido, permaneciendo en el fondo marino un máximo de sesenta y cuatro segundos. Dado que este tiempo suele ser suficiente para alimentarse completamente, los enypniastes se alimentan esporádicamente.

## Movimiento
Enypniastes se desplaza mediante varios métodos. El primero consiste en mover su velo anterior con un movimiento de remo. El segundo consiste en que, cuando hay corriente, el organismo utiliza sus tentáculos para impulsarse corriente abajo. También se desplazan mediante un movimiento de empuje con sus tentáculos. 